# Sydafrikas Grand Prix 1974
Sydafrikas Grand Prix 1974 var det tredje av 15 lopp ingående i formel 1-VM 1974.  

## Resultat
1. Carlos Reutemann, Brabham-Ford, 9 poäng
2. Jean-Pierre Beltoise, BRM, 6
3. Mike Hailwood, McLaren-Ford, 4
4. Patrick Depailler, Tyrrell-Ford, 3
5. Hans-Joachim Stuck, March-Ford, 2
6. Arturo Merzario, Williams (Iso Marlboro-Ford), 1
7. Emerson Fittipaldi, McLaren-Ford
8. Jody Scheckter, Tyrrell-Ford
9. Denny Hulme, McLaren-Ford
10. Vittorio Brambilla, March-Ford
11. Carlos Pace, Surtees-Ford
12. Graham Hill, Hill (Lola-Ford)
13. Ian Scheckter, Team Gunston (Lotus-Ford)
14. Eddie Keizan, Blignaut (Tyrrell-Ford)
15. François Migault, BRM
16. Niki Lauda, Ferrari (varv 74, tändning)
17. Richard Robarts, Brabham-Ford
18. Henri Pescarolo, BRM
19. Dave Charlton, Scuderia Scribante (McLaren-Ford)

### Förare som bröt loppet
- Clay Regazzoni, Ferrari (varv 65, oljetryck)
- John Watson, John Goldie Racing (Brabham-Ford) (54, bränslesystem)
- Jacky Ickx, Lotus-Ford (31, bromsar)
- James Hunt, Hesketh-Ford (13, transmission)
- Jochen Mass, Surtees-Ford (11, upphängning)
- Paddy Driver, Team Gunston (Lotus-Ford) (6, koppling)
- Ronnie Peterson, Lotus-Ford (2, kollision)
- Tom Belsø, Williams (Iso Marlboro-Ford) (0, koppling)